# Aeródromo Malla
El Aeródromo Malla (OACI: SCVY) es un terminal aéreo ubicado cerca de Vilcún, en la Provincia de Cautín, Región de la Araucanía, Chile. Es de propiedad pública.